# Etta James

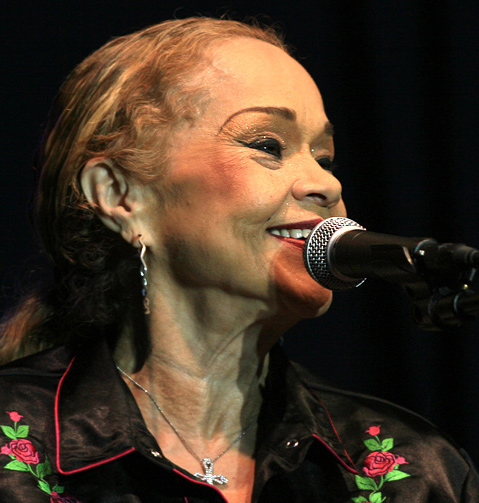
Etta James in Lansing, Michigan (2006)

Etta James (* 25. Januar 1938 als Jamesetta Hawkins in Los Angeles, Kalifornien; † 20. Januar 2012 in Riverside, Kalifornien) war eine US-amerikanische Rhythm-and-Blues-, Blues-, Gospel-, Soul-, Rock-’n’-Roll- und Jazzsängerin.

## Leben

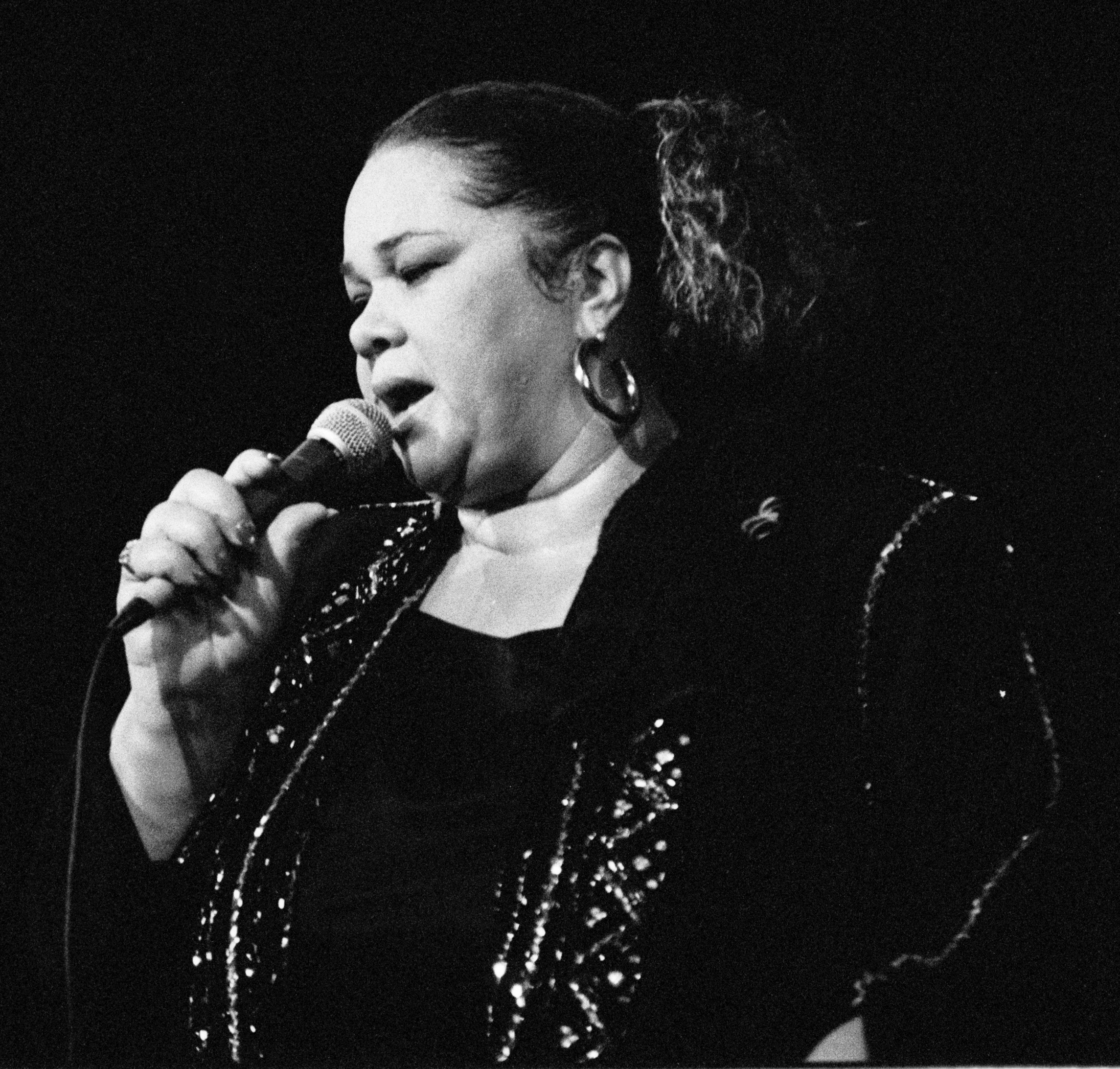
Etta James bei einem Konzert in Frankreich (1990)

Etta James wurde als Tochter einer 14-jährigen Afroamerikanerin als Jamesetta Hawkins geboren. Ihren ersten Gesangsunterricht erhielt sie im Alter von fünf Jahren von James Earle Hines, dem Direktor des „Echoes-of-Eden“-Chors der St. Paul Baptist Church in Los Angeles. Im Jahr 1950 zog sie mit ihrer Familie nach San Francisco.
Sie gründete 1952 das Trio „The Creolettes“, das von Johnny Otis entdeckt wurde. Darüber, wie es zu dieser Entdeckung kam, gibt es zahlreiche Versionen. Otis’ Version besagt, dass Etta James nach einem seiner Auftritte in San Francisco in sein Hotelzimmer kam und ihn zu einer Audition überredete. Etta James selbst erzählt, dass dies eines der Mädchen aus dem Trio gewesen sei und dass sie um zwei Uhr Otis vorgesungen hätten. Otis schlug ihr vor, die Silben ihres Vornamens zu vertauschen und daraus einen Künstlernamen zu machen. Ihre ersten Aufnahmen, zusammen mit „The Otis“, folgten alsbald. Der Song The Wallflower, eine Antwort auf Hank Ballards Lied Work with Me, Annie, wurde sofort ein Hit im R&B-Bereich. Später wurde der Song von Georgia Gibbs, als Dance with Me, Henry, neu interpretiert.
Bis 1960 sang sie als Etta James & the Peaches, danach wechselte sie zu Chess Records. Gleichwohl wollte sich lange Zeit kein Erfolg im Mainstream einstellen. Erst nach ihrem Wechsel zu Chess Records kam auch der kommerzielle Erfolg. Er begann mit All I Could Do Was Cry und setzte sich die ganzen 1960er Jahre fort. Mit dem Aufstieg der Discomusik am Beginn der 1970er-Jahre nahmen ihre Erfolge wieder ab, aber ihr bisheriges Schaffen machte sie bereits zu einer Ikone der amerikanischen Musik. Nachdem sie ihre Drogensucht erfolgreich bekämpft hatte, engagierte sie sich in Anti-Drogen-Projekten. 1978 und 1980 war sie als Vorgruppe der Rolling Stones unterwegs. Bei der Eröffnung der Olympischen Sommerspiele 1984 in Los Angeles sang sie When the Saints Go Marching In. 1993 wurde sie von den Kritikern mit dem Living Blues Award als beste Blueskünstlerin ausgezeichnet; eine Auszeichnung, die sie auch 2004 erhielt. 1995 erschien ihre Biographie Rage to Survive, geschrieben von David Ritz.
Ihr Gesang zeichnete sich durch eine volltönende, ausgereifte Stimme aus, die einem jungen Publikum vor allem bekannt ist, weil sie Mitte der 1990er Jahre in einem Coca Cola-Werbefilm mit dem Muddy-Waters-Klassiker I Just Wanna Make Love to You zu hören war. In Österreich wurde Ende der 1990er Jahre ihr größter Hit At Last in einer Essigwerbung verwendet und so erneut einem breiten Publikum bekannt. Der Film Cadillac Records zeigt ihre Lebensphase vom Wechsel zu Chess Records (1960) bis zum Tod des Gründers Leonard Chess (1969). Der Film kam am 23. April 2009 in die deutschen Kinos. Beyoncé verkörpert darin Etta.
Während ihrer Karriere nahm Etta James zwischen 1975 und 1993 mehrfach am Montreux Jazz Festival teil.
2006 veröffentlichte James eine Coverversion von dem Prince-Song Purple Rain und 2011 ist sie auf der Single Levels des schwedischen DJs Avicii als Sample zu hören.
Ihre Söhne Donto (Schlagzeug) und Sametto (Bass) sind ebenfalls Musiker und waren Teil ihrer Begleitband, The Roots Band. Sametto produzierte auch ihr mit dem Grammy ausgezeichnetes Album Let’s Roll.
Etta James, die an Alzheimer, Leukämie und Hepatitis C erkrankt war, hatte ihren letzten öffentlichen Auftritt im April 2009. Sie starb am 20. Januar 2012 an den Folgen einer schweren Lungenentzündung, nur drei Tage nach dem Tod ihres Entdeckers Johnny Otis.

## Auszeichnungen
- 1993: Aufnahme in die Rock and Roll Hall of Fame[4]
- 1994: Grammy für die beste Jazz-Stimme
- 1999: Aufnahme des Titels At Last (Argo, 1961) in die Grammy Hall of Fame
- 2001: Aufnahme in die Blues Hall of Fame
- 2003: Grammy für das Lebenswerk
- 2003: Stern auf dem Hollywood Walk of Fame (Kategorie: Musik)
- 2004: Grammy für das beste zeitgenössische Blues-Album (Let’s Roll)
- 2005: Grammy für das beste zeitgenössische Blues-Album (Blues To The Bone)
- 2008: Aufnahme des Titels The Wallflower (aka Roll with me, Henry) (Modern Records 1955) in die Grammy Hall of Fame
- 2008: Rang 22 der 100 größten Sänger aller Zeiten des Rolling Stone[5]

## Diskografie

### Studioalben
| Jahr | Titel               | Höchstplatzierung, Gesamtwochen, AuszeichnungChartplatzierungen (Jahr, Titel, Platzierungen, Wochen, Auszeichnungen, Anmerkungen) | Höchstplatzierung, Gesamtwochen, AuszeichnungChartplatzierungen (Jahr, Titel, Platzierungen, Wochen, Auszeichnungen, Anmerkungen) | Höchstplatzierung, Gesamtwochen, AuszeichnungChartplatzierungen (Jahr, Titel, Platzierungen, Wochen, Auszeichnungen, Anmerkungen) | Höchstplatzierung, Gesamtwochen, AuszeichnungChartplatzierungen (Jahr, Titel, Platzierungen, Wochen, Auszeichnungen, Anmerkungen) | Anmerkungen                                                                                         |
| Jahr | Titel               | AT | CH | UK | US | Anmerkungen                                                                                         |
| ---- | ------------------- | --- | --- | --- | --- | --------------------------------------------------------------------------------------------------- |
| 1961 | At Last!            | — | — | — | US68 (12 Wo.)US | Erstveröffentlichung: 1960 2005 Platz 118 der The 500 Greatest Albums of All Time des Rolling Stone |
| 1963 | Etta James Top Ten  | — | — | — | US117 (4 Wo.)US | Erstveröffentlichung: 1963                                                                          |
| 1968 | Tell Mama           | — | — | — | US82 (13 Wo.)US | Erstveröffentlichung: 1968                                                                          |
| 1973 | Etta James          | — | — | — | US154 (9 Wo.)US | Erstveröffentlichung: 1973                                                                          |
| 1988 | Seven Year Itch     | — | CH19 (5 Wo.)CH | — | — | Erstveröffentlichung: 1988                                                                          |
| 1990 | Stickin’ To My Guns | — | CH18 (11 Wo.)CH | — | — | Erstveröffentlichung: 1990                                                                          |
| 2003 | Let’s Roll          | — | — | — | US195 (1 Wo.)US | Erstveröffentlichung: 2003 Grammy 2004 Best Contemporary Blues Album                                |
| 2011 | The Dreamer         | AT51 (2 Wo.)AT | — | — | — | Erstveröffentlichung: 25. November 2011                                                             |

grau schraffiert: keine Chartdaten aus diesem Jahr verfügbar
Weitere Studioalben
- 1961: The Second Time Around
- 1962: Etta James
- 1962: Sings for Lovers
- 1965: The Queen of Soul
- 1966: Call My Name
- 1970: Etta James Sings Funk
- 1971: Losers Weepers
- 1974: Come a Little Closer
- 1976: Etta Is Betta Than Evvah!
- 1978: Deep in the Night
- 1980: Changes
- 1992: The Right Time
- 1994: Mystery Lady – Songs of Billie Holiday
- 1995: Time After Time
- 1997: Love’s Been Rough on Me
- 1998: Life, Love & the Blues
- 1998: 12 Songs of Christmas
- 1999: Heart of a Woman
- 2000: Matriarch of the Blues
- 2001: Blue Gardenia
- 2004: Blues to the Bone
- 2006: All the Way

### Livealben
| Jahr | Titel                      | Höchstplatzierung, Gesamtwochen, AuszeichnungChartplatzierungen (Jahr, Titel, Platzierungen, Wochen, Auszeichnungen, Anmerkungen) | Höchstplatzierung, Gesamtwochen, AuszeichnungChartplatzierungen (Jahr, Titel, Platzierungen, Wochen, Auszeichnungen, Anmerkungen) | Höchstplatzierung, Gesamtwochen, AuszeichnungChartplatzierungen (Jahr, Titel, Platzierungen, Wochen, Auszeichnungen, Anmerkungen) | Höchstplatzierung, Gesamtwochen, AuszeichnungChartplatzierungen (Jahr, Titel, Platzierungen, Wochen, Auszeichnungen, Anmerkungen) | Anmerkungen                         |
| Jahr | Titel                      | AT | CH | UK | US | Anmerkungen                         |
| ---- | -------------------------- | --- | --- | --- | --- | ----------------------------------- |
| 1964 | Etta James Rocks the House | — | — | — | US96 (10 Wo.)US | Erstveröffentlichung: 1964          |
| 2021 | The Montreux Years         | — | CH14 (1 Wo.)CH | — | — | Erstveröffentlichung: 25. Juni 2021 |

grau schraffiert: keine Chartdaten aus diesem Jahr verfügbar
Weitere Livealben 
- 1980: Blues From The Big Apple
- 1982: Etta, Red-Hot & Live
- 1986: Jazzvisions: Jump The Blues Away
- 1987: Blues in the Night Volume One: The Early Show
- 1987: The Late Show: Blues in the Night Volume Two
- 1994: Live from San Francisco
- 2002: Burnin’ Down the House: Live at the House of Blues
- 2002: Live and Ready
- 2003: Live in New York

### Kompilationen
| Jahr                        | Titel                                                                | Höchstplatzierung, Gesamtwochen, AuszeichnungChartplatzierungen (Jahr, Titel, Platzierungen, Wochen, Auszeichnungen, Anmerkungen) | Höchstplatzierung, Gesamtwochen, AuszeichnungChartplatzierungen (Jahr, Titel, Platzierungen, Wochen, Auszeichnungen, Anmerkungen) | Höchstplatzierung, Gesamtwochen, AuszeichnungChartplatzierungen (Jahr, Titel, Platzierungen, Wochen, Auszeichnungen, Anmerkungen) | Höchstplatzierung, Gesamtwochen, AuszeichnungChartplatzierungen (Jahr, Titel, Platzierungen, Wochen, Auszeichnungen, Anmerkungen) | Anmerkungen                           |
| Jahr                        | Titel                                                                | AT | CH | UK | US | Anmerkungen                           |
| --------------------------- | -------------------------------------------------------------------- | --- | --- | --- | --- | ------------------------------------- |
| 1999                        | The Best Of Etta James: 20 Century Masters The Millennium Collection | — | — | UK— GoldUK | US32 Gold · (28 Wo.)US | Erstveröffentlichung: 6. April 1999   |
| Posthume Chartplatzierungen |                                                                      | | | | |                                       |
|                             |                                                                      | | | | |                                       |
| 2012                        | Her Best                                                             | — | — | — | US59 (2 Wo.)US | Erstveröffentlichung: 21. Juli 1997   |
| 2012                        | At Last – The Best                                                   | — | — | UK22 Gold · (6 Wo.)UK | US96 (5 Wo.)US | Erstveröffentlichung: 7. Februar 2011 |
| 2012                        | Icon: Etta James                                                     | — | — | — | US155 (3 Wo.)US | Erstveröffentlichung: 27. August 2010 |
| 2012                        | Enduring Soul                                                        | — | — | — | US54 (4 Wo.)US | Erstveröffentlichung: 2012            |

Weitere Kompilationen
- 1971: Peaches
- 1981: Chess Masters
- 1981: Good Rockin’ Mama
- 1983: Tuff Lover
- 1986: R&B Queen
- 1988: The Sweetest Peaches, Pt. 2
- 1988: Etta James on Chess
- 1989: The Gospel Soul of Etta James
- 1991: Tell Mama, Vol. 1
- 1992: Back in Blues
- 1992: I’d Rather Go Blind
- 1992: My Greatest Songs
- 1997: Respect Yourself
- 1997: Her Best – Chess Legendary Masters Series
- 1998: Hickory Dickory Dock
- 2000: The Chess Box
- 2000: The Best Of Etta James
- 2001: Love Songs
- 2005: Miss Etta James: The Complete Modern and Kent Recordings
- 2006: The Definitive Collection
- 2007: Gold
- 2011: Who’s Blue?: Rare Chess Recordings of the 60s and 70s
- 2011: Heart & Soul: A Retrospective
- 2017: The Platinum Collection

### Singles
| Jahr | Titel Album                                                  | Höchstplatzierung, Gesamtwochen, AuszeichnungChartplatzierungen (Jahr, Titel, Album, Platzierungen, Wochen, Auszeichnungen, Anmerkungen) | Höchstplatzierung, Gesamtwochen, AuszeichnungChartplatzierungen (Jahr, Titel, Album, Platzierungen, Wochen, Auszeichnungen, Anmerkungen) | Höchstplatzierung, Gesamtwochen, AuszeichnungChartplatzierungen (Jahr, Titel, Album, Platzierungen, Wochen, Auszeichnungen, Anmerkungen) | Höchstplatzierung, Gesamtwochen, AuszeichnungChartplatzierungen (Jahr, Titel, Album, Platzierungen, Wochen, Auszeichnungen, Anmerkungen) | Anmerkungen                                                                                        |
| Jahr | Titel Album                                                  | AT | CH | UK | US | Anmerkungen                                                                                        |
| ---- | ------------------------------------------------------------ | --- | --- | --- | --- | -------------------------------------------------------------------------------------------------- |
| 1960 | All I Could Do Was Cry At Last!                              | — | — | — | US33 (15 Wo.)US | Erstveröffentlichung: März 1960                                                                    |
| 1960 | If I Can’t Have You Etta James                               | — | — | — | US52 (12 Wo.)US | Erstveröffentlichung: Juli 1960 mit Harvey Fuqua                                                   |
| 1960 | Spoonful Etta James                                          | — | — | — | US78 (3 Wo.)US | Erstveröffentlichung: 1960 mit Harvey Fuqua                                                        |
| 1960 | My Dearest Darling At Last!                                  | — | — | — | US34 (13 Wo.)US | Erstveröffentlichung: November 1960                                                                |
| 1961 | At Last At Last!                                             | — | — | UK39 ×2Doppelplatin · (11 Wo.)UK | US47 Gold · (8 Wo.)US | Erstveröffentlichung: Januar 1961                                                                  |
| 1961 | Trust In Me At Last!                                         | — | — | — | US30 (9 Wo.)US | Erstveröffentlichung: März 1961                                                                    |
| 1961 | Fool That I Am The Second Time Around                        | — | — | — | US50 (6 Wo.)US | Erstveröffentlichung: Mai 1961                                                                     |
| 1961 | Dream The Second Time Around                                 | — | — | — | US55 (3 Wo.)US | Erstveröffentlichung: 1961 B-Seite von The Second Time Around                                      |
| 1961 | Don’t Cry Baby The Second Time Around                        | — | — | — | US39 (7 Wo.)US | Erstveröffentlichung: Juli 1961                                                                    |
| 1961 | Seven Day Fool The Second Time Around                        | — | — | — | US95 (1 Wo.)US | Erstveröffentlichung: Oktober 1961                                                                 |
| 1961 | It’s Too Soon To Know The Second Time Around                 | — | — | — | US54 (7 Wo.)US | Erstveröffentlichung: 1961 B-Seite von Seven Day Fool                                              |
| 1962 | Something’s Got A Hold On Me Etta James / Etta James Top Ten | — | — | — | US37 (12 Wo.)US | Erstveröffentlichung: 1. März 1962                                                                 |
| 1962 | Stop The Wedding Etta James Top Ten                          | — | — | — | US34 (9 Wo.)US | Erstveröffentlichung: Juli 1962                                                                    |
| 1962 | Fools Rush In Etta James Sings for Lovers                    | — | — | — | US87 (4 Wo.)US | Erstveröffentlichung: 1962                                                                         |
| 1962 | Next Door To The Blues –                                     | — | — | — | US71 (7 Wo.)US | Erstveröffentlichung: 1962 B-Seite von Fools Rush In                                               |
| 1962 | Would It Make Any Difference To You Etta James Top Ten       | — | — | — | US64 (7 Wo.)US | Erstveröffentlichung: Dezember 1962                                                                |
| 1963 | Pushover Etta James Top Ten                                  | — | — | — | US25 (10 Wo.)US | Erstveröffentlichung: April 1963                                                                   |
| 1963 | Pay Back –                                                   | — | — | — | US78 (6 Wo.)US | Erstveröffentlichung: 1963                                                                         |
| 1963 | Two Sides (To Every Story) –                                 | — | — | — | US63 (4 Wo.)US | Erstveröffentlichung: September 1963                                                               |
| 1964 | Baby What You Want Me To Do The Queen of Soul                | — | — | — | US82 (3 Wo.)US | Erstveröffentlichung: Dezember 1963                                                                |
| 1964 | Loving You More Every Day The Queen of Soul                  | — | — | — | US65 (6 Wo.)US | Erstveröffentlichung: März 1964                                                                    |
| 1965 | Do I Make Myself Clear –                                     | — | — | — | US96 (1 Wo.)US | Erstveröffentlichung: 1965 mit Sugar Pie DeSanto                                                   |
| 1966 | In The Basement – Part 1 –                                   | — | — | — | US97 (2 Wo.)US | Erstveröffentlichung: Juli 1966 mit Sugar Pie DeSanto                                              |
| 1967 | Tell Mama                                                    | — | — | — | US23 (14 Wo.)US | Erstveröffentlichung: 1967                                                                         |
| 1968 | Security Tell Mama                                           | — | — | — | US35 (10 Wo.)US | Erstveröffentlichung: Februar 1968                                                                 |
| 1968 | I Got You Babe –                                             | — | — | — | US69 (7 Wo.)US | Erstveröffentlichung: 1968                                                                         |
| 1969 | Almost Persuaded –                                           | — | — | — | US79 (5 Wo.)US | Erstveröffentlichung: 1969                                                                         |
| 1970 | Losers Weepers – Part I Losers, Weepers                      | — | — | — | US94 (3 Wo.)US | Erstveröffentlichung: September 1970                                                               |
| 1990 | Droppin’ Rhymes on Drums –                                   | — | — | UK80 (2 Wo.)UK | — | Erstveröffentlichung: 1990 Def Jam und Etta James                                                  |
| 1996 | I Just Want To Make Love To You –                            | — | — | UK5 Silber · (11 Wo.)UK | — | Erstveröffentlichung: 1960 Wiederveröffentlichung 1996 anlässlich eines Coca Cola light-Werbespots |

grau schraffiert: keine Chartdaten aus diesem Jahr verfügbar
Weitere Singles
- 1955: The Wallflower (Dance with Me, Henry)
- 1955: Hey Henry
- 1955: Good Rockin’ Daddy
- 1955: W-O-M-A-N
- 1956: Number One
- 1956: Shortnin’ Bread Rock
- 1956: Tough Lover
- 1956: Good Lookin’
- 1957: The Pick-Up
- 1957: Come What May
- 1958: Sunshine of Love
- 1959: I Hope You’re Satisfied (mit Harvey Fuqua)
- 1964: Breaking Point
- 1964: Mellow Fellow
- 1966: Only Time Will Tell
- 1967: I Prefer You
- 1967: Don’t Pick Me for Your Fool
- 1967: Call My Name
- 1968: You Got It
- 1969: Miss Pitiful
- 1969: Tighten Up Your Own Thing
- 1970: Sound of Love
- 1970: Nothing from Nothing Leaves Nothing
- 1971: Take Out Some Insurance
- 1972: I Found a Love
- 1973: All the Way Down
- 1974: You Can Leave Your Hat On
- 1974: Out on the Street, Again
- 1976: Jump Into Love
- 1978: Piece of My Heart
- 1978: Sugar on the Floor
- 1980: Mean Mother
- 1992: I’d Rather Go Blind (UK: Gold)

### Videoalben
- 1991: Live at Montreux [VHS]
- 1992: This Country’s Rockin’ [VHS]
- 2002: Burnin’ Down the House (Etta James and the Roots Band)

## Auszeichnungen für Musikverkäufe
| Goldene Schallplatte - Dänemark - 2023: für die Single At Last - 2024: für das Album At Last! - Spanien - 2024: für die Single I’d Rather Go Blind - Vereinigtes Königreich - 2024: für das Lied A Sunday Kind of Love | Platin-Schallplatte - Italien - 2023: für die Single At Last - Spanien - 2024: für die Single At Last |

Anmerkung: Auszeichnungen in Ländern aus den Charttabellen bzw. Chartboxen sind in ebendiesen zu finden.
| Land/RegionAuszeichnungen für Musikverkäufe (Land/Region, Auszeichnungen, Verkäufe, Quellen) | Silber     | Gold     | Platin     | Verkäufe  | Quellen             |
| -------------------------------------------------------------------------------------------- | ---------- | -------- | ---------- | --------- | ------------------- |
| Dänemark (IFPI)                                                                              | —          | 2× Gold2 | —          | 55.000    | ifpi.dk             |
| Italien (FIMI)                                                                               | —          | —        | Platin1    | 100.000   | fimi.it             |
| Spanien (Promusicae)                                                                         | —          | Gold1    | Platin1    | 90.000    | elportaldemusica.es |
| Vereinigte Staaten (RIAA)                                                                    | —          | 2× Gold2 | —          | 1.000.000 | riaa.com            |
| Vereinigtes Königreich (BPI)                                                                 | 2× Silber2 | 3× Gold3 | 2× Platin2 | 2.200.000 | bpi.co.uk           |
| Insgesamt                                                                                    | 2× Silber2 | 8× Gold8 | 4× Platin4 |           |                     |

## Filme
- 2008: Cadillac Records (ihre Jahre bei Chess Records mit Beyoncé Knowles als Etta)